# Low Complexity Subband Codec
Pour les articles homonymes, voir SBC.
Low Complexity Subband Codec (SBC) est un codec de compression audio et vidéo
spécialement conçu pour les applications audio et vidéo de Bluetooth. Tout appareil Bluetooth doit au moins inclure ce codec. Il permet théoriquement la transmission de flux (bitrate) jusqu'à 1500 kbit/s (au-delà de la bande passante de Bluetooth) et une faible complexité informatique. Il utilise 4 ou 8 sous-bandes, un algorithme d’allocation de bit adaptatif et des quantificateurs de blocs Pulse Code Modulation (PCM). Le principal défaut de SBC est sa latence.
Une bibliothèque SBC est disponible sous licence LGPL2+ et les versions actuelles permettent la compression et la décompression.
La recommandation actuelle du débit maximal du codec SBC pour Bluetooth est de 328 kbit/s pour la plus haute qualité. Cette recommandation n'a pas été mise à jour à la suite des évolutions du débit admissible de Bluetooth (voir "Évolution du Codec" ci-dessous).

## Évolution du codec

### SBC XQ
Le SBC XQ n'est pas une évolution mais plutôt une augmentation de la fréquence de transfert de données du CODEC (bitrate) au-delà de la limite historique de 328 kbit/s imposée par les premières versions de Bluetooth, tout en restant en dessous du maximal théorique de 1500 kbit/s prévu par les spécifications de SBC. De fait, la version XQ du CODEC peut atteindre un débit théorique de 617 kbit/s sur Bluetooth V4. 
L'utilisation d'un flux en double canal est nécessaire pour atteindre une qualité de rendu audio supérieur au codec aptXHD.
Les débits maximum d’émission sous Android sont réglés à 551.2 kbit/s pour du 44.1 /16 bits , et à 600.0 kbit/s pour du 48 /16 bits.

### Support

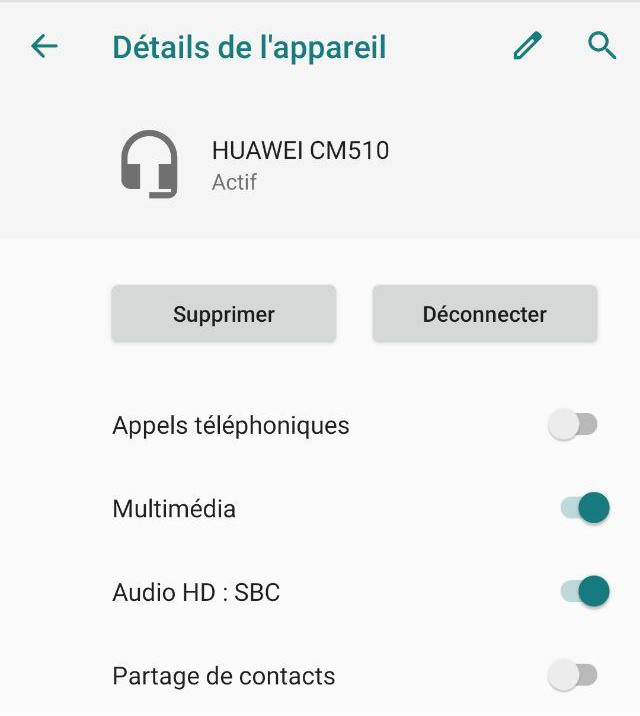
Menu d'activation du support audio SBC XQ avec un périphérique multimédia compatible (HUAWEI CM510) dans un terminal Android (AOSP - LineageOS 16)

- Les versions de GNU/Linux utilisant PipeWire, (ex: Ubuntu 22.10) intègrent le support SBC XQ
- Android (AOSP) LineageOS supportent cette évolution[2] (jusqu'à la version 18.1)
- Les systèmes d'exploitation sous GNU/Linux avec Pulseaudio ou Alsa nécessitent l'application d'un patch

### Support récepteur
Le périphérique Bluetooth de réception doit accepter un débit supérieur sur un codec SBC. Certains fabricants de matériel n'ont pas inclus de limitation de débit sur leurs périphériques.[réf. nécessaire]